# Lars Kramer
Pour les articles homonymes, voir Kramer.
Lars Kramer, né le 11 juillet 1999 à Zaandam aux Pays-Bas, est un footballeur néerlandais qui évolue au poste de défenseur central au FC Rapid Bucarest.

## Biographie

### FC Groningue
Né à Zaandam aux Pays-Bas, Lars Kramer est formé par l'Ajax Amsterdam, puis après un passage au NEC Nimègue il poursuit sa formation au FC Groningue. Il joue son premier match en équipe première le 8 février 2018, lors d'une rencontre d'Eredivisie contre le Feyenoord Rotterdam. Il entre en jeu à la place de Kasper Larsen, et son équipe s'incline sur le score de trois buts à zéro.

### Viborg FF
Laissé libre par le FC Groningue, Lars Kramer s'engage le 30 juin 2019 en faveur du Viborg FF, qui évolue alors en deuxième division danoise. Il signe un contrat courant jusqu'en juin 2022.
Il est sacré champion de deuxième division danoise à l'issue de la saison 2020-2021, et participe donc à la promotion du club dans l'élite du football danois.
Kramer découvre la Superligaen, la première division danoise, le 18 juillet 2021 contre le FC Nordsjælland, lors de la première journée de la saison 2021-2022. Titulaire ce jour-là, il se fait remarquer en inscrivant un but de la tête sur un service de Christian Sørensen, permettant à son équipe de l'emporter par deux buts à un.

### Aalborg BK
Le 1er juin 2022, l'Aalborg BK recrute Lars Kramer, qui signe pour un contrat de trois ans. Le joueur s'engage librement avec son nouveau club, son contrat avec le Viborg FF expirant à la fin du mois.

### En sélection
Lars Kramer représente l'équipe des Pays-Bas des moins de 20 ans, entre 2018 et 2019, jouant un total de six matchs, dont cinq comme titulaire.

### Style de jeu
Lars Kramer évolue au poste de défenseur central. Il est décrit comme un défenseur efficace dans les duels et avec une bonne vision du jeu. Kramer est également capable d'aider à construire le jeu et son aisance dans le domaine aérien lui permet de se montrer dangereux offensivement, notamment sur coups de pied arrêtés. Il possède également des qualités de leader au sein d'une équipe.

## Palmarès
Viborg FF
- Championnat du Danemark D2 (1) :
  - Champion : 2020-21.